# Großer Knetzberg
Der Große Knetzberg bei Eschenau, einem Ortsteil der Gemeinde Knetzgau im Landkreis Haßberge, ist einer der nördlichsten Ausläufer des Steigerwaldes und mit 488 m ü. NHN zugleich einer der höchsten Berge des Steigerwaldes.

## Geographische Lage
Der Große Knetzberg ist etwas höher als die benachbarten Höhenzüge und von ihnen weitgehend getrennt; außerdem ragt er weit in die vorgelagerte flachere Mainlandschaft hinein, die rund 150 Höhenmeter tiefer liegt. Dadurch wirkt der Berg vor allem von der Nordseite sehr markant und ist bereits von weitem zu sehen. Außerdem bildet er die markante Nordspitze und die Grenze des Steigerwalds zum Maintal. Am Fuße des Berges liegen die Ortschaften Eschenau und Westheim, Ortsteile der Gemeinde Knetzgau. Östlich befindet sich der Kleine Knetzberg.

## Geologie
Der Berg ist Teil der Steigerwaldstufe des süddeutschen Schichtstufenlandes. Plateau und Hänge bestehen aus Gesteinen des mittleren Keuper. Auf dem Plateau ist Blasensandstein aufgeschlossen und unterhalb an den Hängen des Plateaus die Lehrbergschichten. Die ausgeprägte Plateaukante dazwischen wird von der Lehrbergbank, einem dolomitischen Mergelgestein gebildet.

## Siedlungs- und Nutzungsgeschichte
Das Gipfelplateau ist vollständig von einer prähistorischen befestigten Höhensiedlung bedeckt. Die Wallanlage ist an der Nordostspitze des Plateaus teilweise noch bis zu 2 m Höhe erhalten. Sie umschloss vermutlich die gesamte Hochfläche und ist an zahlreichen Stellen unmittelbar an der Hangkante als stark übersteilte Böschung erkennbar. An der Nordspitze scheint eine Toranlage noch im Gelände erkennbar zu sein.
Die Beschreibung des Bodendenkmals weist Funde der mittleren Bronzezeit, der Urnenfelderzeit, der späten Hallstattzeit, der älteren und jüngeren Latènezeit sowie der älteren römischen Kaiserzeit aus. Allerdings erbrachte die einzige Ausgrabung des Walles (1986) nur den Nachweis einer urnenfelderzeitlichen Befestigung (ca. 1200 – 800 v. Chr.).
Die als Bodendenkmal ausgewiesene Fläche beträgt circa 18 ha. Damit gehört der Große Knetzberg in die Reihe der großen urnenfelderzeitlichen Höhenbefestigungen Frankens wie der nur circa 40 km südwestlich entfernte Bullenheimer Berg bei Ippesheim (circa 30 ha) und die Ehrenbürg bei Forchheim (circa 36 ha).

## Naturschutz
Am Berg liegt mit dem Naturwald Knetzberge Böhlgrund eines der größten Waldschutzgebiete Bayerns. Das Gebiet liegt vollständig im FFH-Gebiet Buchenwälder und Wiesentäler des Nordsteigerwalds sowie im  Vogelschutzgebiet Oberer Steigerwald. Im Rahmen des Eichen-Ringelwaldprojekts im Naturwald Knetzberge-Böhlgrund, das sowohl am Großen als auch am Kleinen Knetzberg stattfand, wurden 10.595 xylobionte Käfer entdeckt. Diese Zahl entspricht etwa der Hälfte der Fauna im Nordsteigerwald. Unter den identifizierten 301 Arten waren 22 zuvor in dieser Region unbekannt, darunter auch der geschützte Hirschkäfer. Besonders hervorzuheben sind die neun identifizierten „Urwaldreliktarten“, zu denen auch der seltene Breitschulterbock gehört. Zusätzlich wurde der Scharlachrote Plattkäfer als eine FFH-Art nachgewiesen.